# Канун разрушений
«Кану́н разруше́ний» (англ. Eve of Destruction) — кинофильм 1991 года, режиссёр Дункан Гиббинс (англ. Duncan Gibbins).

## Сюжет
Учёный доктор-кибернетик Ева Симмонс создаёт гиноида, точь в точь похожего на неё саму. Причём киборг, именуемый Ева 8, оказывается даже совершеннее своей создательницы. Более того, в программу электронной Евы занесены воспоминания и переживания Евы настоящей. Это и обида на отца, случайно убившего её мать, и недовольство бывшим мужем, отнявшим у неё сына. Доктор Ева Симмонс желает им зла, но вредить напрямую не собирается. Ева же механическая решает воплотить желания своей создательницы. Она сбегает от неё и отправляется в свободное путешествие, убивая и калеча встреченных ею людей (преимущественно мужского пола). По её следу отправляются агент ЦРУ Маквейд и сама доктор Симмонс. Проанализировав поведение гиноида, они решают, что Ева 8 отправилась в Нью-Йорк, чтобы отобрать сына у бывшего мужа Евы Симмонс. Но они опаздывают, мальчик уже в руках робота. Наконец полковнику Маквейду удаётся загнать сошедшую с ума машину в метро и, уничтожив её с помощью настоящей Евы, спасти ребёнка.

## В ролях
- Грегори Хайнс — полковник Джим МакКуэйд
- Рене Саутендейк — доктор Ева Симмонс / Ева VIII
- Майкл Грин (англ. Michael Greene) — генерал Кёртис
- Курт Фуллер — Билл Шнейдер
- Джон Джексон (англ. John M. Jackson) — Питер Арнольд
- Лорен Хайнс — Робот Стив
- Нельсон Машита — учёный / официант
- Алан Хауфрект — доктор Хеллер
- Мередит Баррелл (англ. Maryedith Burrell) — Даун Перлин

## Факты
В заглавии фильма — игра слов: «Eve» может означать как имя «Ева», так и понятие «канун». Авторы некоторых русских переводов заглавия фильма («Ева-разрушительница», «Ева разрушений») сочли более важным библейский символизм имени «Ева», которое носила первая из созданных Богом женщин (соответственно, в фильме электронная Ева — первый гиноид).

## Обзоры, критика
- Richard Harrington. ‘Eve of Destruction’ (англ.). Washington Post (22 января 1991). Дата обращения: 1 апреля 2015. Архивировано 2 апреля 2015 года.
- Vincent Canby. Eve of Destruction (1990) (англ.). New York Times (19 января 1991). Дата обращения: 1 апреля 2015. Архивировано 3 апреля 2015 года.
- Brett Gallman. Eve of Destruction (англ.). Oh, the Horror! (12 февраля 2014). Дата обращения: 1 апреля 2015. Архивировано 2 апреля 2015 года.